# A Shriek in the Night
A Shriek in the Night is een film uit 1933 onder regie van Albert Ray met in de hoofdrol Ginger Rogers en Lyle Talbot. De film bevindt zich momenteel in het publiek domein.

## Verhaal
De concurrerende journalisten Pat Morgan (Rogers) en Ted Kord (Talbot) besluiten samen te werken om een reeks mysterieuze moorden te onderzoeken.

## Rolverdeling
| Acteur          | Personage        |
| --------------- | ---------------- |
| Ginger Rogers   | Pat Morgan       |
| Lyle Talbot     | Ted Rand         |
| Harvey Clark    | Peterson         |
| Purnell Pratt   | Russell          |
| Lillian Harmer  | Augusta          |
| Arthur Hoyt     | Wilfred          |
| Louise Beavers  | Maid             |
| Clarence Wilson | Perkins          |
| Maurice Black   | Josephus Martini |
| Jim Farley      | Jim Brown        |
| Tiny Sandford   | Eddie            |
| Philip Sleeman  | Detective        |